# Logograma

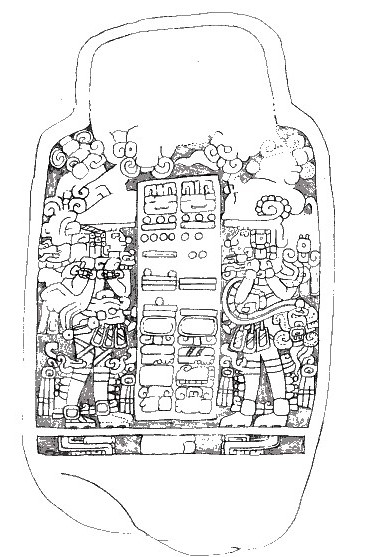
Estela 5 d'Abaj Takalik, Guatemala, amb escriptura maia.

Un  logograma  és un grafema, unitat mínima d'un sistema d'escriptura, que per si sol representa una paraula o un morfema. Això contrasta amb altres sistemes com ara els alfabets, els "abjad" o els sil·labaris, on cada símbol representa en primer lloc un so o una combinació de sons.
Els logogrames també són coneguts generalment com a ideogrames o jeroglífics, però els ideogrames representen directament idees més que meres paraules o morfemes i, en canvi, hi ha molts sistemes logogràfics que no tenen res d'ideogràfics.
Els logogrames es componen d'elements visuals ordenats de diferents maneres en lloc de recórrer a la segmentació de fonemes, que és el principi de construcció dels alfabets. Com a resultat d'això, es pot dir en termes generals que és relativament més fàcil recordar o suposar el so d'una paraula escrita amb un alfabet, però que generalment és més senzill recordar o imaginar el significat d'un logograma.
Una altra característica d'aquests símbols és que, en estar més associats a significats que a sons, idiomes molt diferents poden compartir els mateixos signes per a expressar paraules semblants, com passa amb el xinès i certs kanjis.

## Sistemes logogràfics

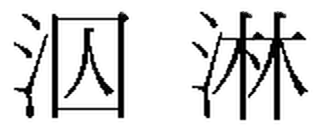
Fonogrames xinesos per a "nedar" i "amarar", compostos de dos logogrames, el primer element indica que és una paraula relacionada amb l'aigua i el segon, "presoner" i "bosc", assenyala que es pronuncien igual que aquests, Qiu i lín, respectivament.

Els sistemes logogràfics van ser les primeres formes veritables d'escriptura del món: tenen components logogràfics els jeroglífics de l'antic Egipte, els caràcters xinesos, les escriptures mesoamericanes i les escriptures cuneïformes de l'Àsia Menor, entre d'altres.
Les primeres etapes de l'escriptura Shümom, desenvolupada al segle xix a Camerun, també van ser logogràfica. En els sistemes que fan servir l'alfabet llatí, també hi ha símbols actuals de tipus logogràfic, principalment en notació matemàtica, com ara el signe %, que implica percentatge.
La majoria dels sistemes abans esmentats, o de la resta existents, no són purament logogràfics, ja que molts en recorren d'una o altra manera a símbols auxiliars que n'aclareixen la pronunciació o hi afegeixen flexions gramaticals.
Per exemple, en l'escriptura xinesa hi ha logogrames "purs", però molts caràcters són "fonogrames", que estan compostos d'un element que dona una idea aproximada de la paraula i d'un altre que marca com ha de pronunciar-se.